# Сабанкая
Сабанкая (ісп. Volcán Sabancaya) — активний стратовулкан висотою 5976 м в Андах на півдні Перу, приблизно за 100 км на північний схід від міста Арекіпа. 

## Загальний опис
Це найактивніший вулкан в Перу, складений з андезиту і розташований в центрі 20-кілометрового ланцюга з трьох великих стратовулканів, включаючи давно погаслий Невадо-Уалка-Уалка (6025 м) на півночі та неактивний Невадо-Ампато (6288 м) на півдні. На схилах Сабанкаї знаходяться кілька льодовиків загальною площею близько 3,5 км², що спускаються до висоти 5400 м над рівнем моря.
Вулкан Сабанкая був дуже активний в доісторичні часи, із першими задокументованими виверженнями в 1695 і 1758 роках (деякі джерела також вказують виверження у 1750 і 1784 роках). Після близько 200 років неактивності, активність відновилася в грудні 1986 року, протягом наступних двох років на гору сформувався великих лавовий купол. Новий період постійної активності почався із виверженням в травні 1990 року та тривав 8 років. За цей час вулкан випустив близько 0,025 км³ лави і туфу. Хоча топографічні мапи не були оновлені з часу цієї активності, за оцінками вулкан виріс до висоти більш ніж 6000 м. Менші виверження відбулися у 2000 і 2003 роках.
Разом з вулканами Коропуна і Ель-Місті, вулкан є найнебезпечнішим в Перу. Станом на середину 1990 років в долинах схилів вулкана мешкало близько 8 000 чоловік. Найбільшими факторами небезпеки є лахари і пірокластичні потоки уздовж схилів. Протягом виверження 1988 року від отруйних вулканічних газів загинуло велике число худоби.

## Останні виверження
- На початку листопада 2016 р. почалося нове виверження вулкана. Стовп диму та попелу здійнявся на три кілометри заввишки[3]